# مسقا الحيد (الصومعة)

تعديل مصدري - تعديل

مسقا الحيد هي إحدى قرى عزلة الصومعة بمديرية الصومعة التابعة لمحافظة البيضاء، بلغ تعداد سكانها 411 نسمة حسب تعداد اليمن لعام 2004.